# Love Alarm
Love Alarm (Hangul: 좋아하면 울리는, RR: Joahamyeon Ullineun) es una serie de televisión surcoreana transmitida del 22 de agosto de 2019 al 12 de marzo de 2021 a través de Netflix y tvN. La serie fue protagonizada por Kim So-hyun, Song Kang y Jung Ga-ram.
La serie está basada en el webtoon Love Alarm de Chon Kye-young.
En octubre de 2019 se anunció que la serie había sido renovada para una segunda temporada, la cual fue emitida el 12 de marzo de 2021.

## Sinopsis
La serie gira en torno a una aplicación llamada «Love Alarm», que le dice al usuario/a si alguien dentro de los 10 metros en donde se encuentra tiene sentimientos románticos hacia él/ella. Pronto la nueva tecnología irrumpe enormemente en la sociedad y afecta la vida de las personas que comienzan a usarlo.
Aunque la aplicación inicialmente atrae la atención y obtiene un gran número de seguidores, pronto los participantes comienzan a esforzarse por comprender los verdaderos sentimientos de los demás y anhelan un romance natural, que comienza desde el momento en donde sienten que su corazón comienza a palpitar por alguien más.

## Reparto

### Personajes principales[12][13]
| Actor                    | Personaje     | N.º de episodios | Notas |
| ------------------------ | ------------- | ---------------- | --- |
| Kim So-hyun              | Kim Jo-jo     | 14               | Es una joven brillante, inteligente y feliz a pesar de la historia dolorosa de su familia, cuyos padres murieran cuando era niña. Cuando conoce a Sun-oh poco a poco comienza a enamorarse de él. Sin embargo, luego de sufrir un accidente con Sun-oh y alejarse de él, sus sentimientos comienzan a cambiar. |
| Song Kang Kim Ji-woo     | Hwang Sun-oh  | 14               | Es un joven y atractivo modelo que creció dentro de una familia rica pero alejada. Cuando conoce a Jo-jo, se enamora profundamente de ella y con el paso del tiempo se convierte en una persona madura. |
| Jung Ga-ram Jung Ji-hoon | Lee Hye-young | 14               | Es el mejor amigo de Sun-oh desde hace doce años. Hee-young está enamorado de Jo-jo, sin embargo al principio ella solo lo ve como a un amigo. |

### Personajes secundarios
| Actor                  | Personaje      | N.º de episodios | Notas |
| ---------------------- | -------------- | ---------------- | --- |
| Ko Min-si              | Park Kool-mi   | 14               | Es un popular, arrogante y presumida estudiante, así como la prima de Jo-jo, con quien no se lleva bien. Está enamorada de Sun-oh, sin embargo él no le hace caso. Odia a Deok-goo, quien constantemente intenta expresarle sus sentimientos. Con el paso del tiempo, entiende que para obtener las cosas se debe trabajar por ellas. |
| Song Seon-mi           | Jung Mi-mi     | 12               | Es una popular actriz y la distante madre de Sun-oh, con quien no tiene una buena relación. |
| Shim Yi-young          | Bae Kyung-hee  | 10               | Es la amorosa y atenta madre de Hye-young. |
| Yoon Na-moo            | Kim Min-jae    | 9                | Es el mánager y amigo de Sun-oh. |
| Lee Jae-eung           | Cheon Deok-goo | 8                | Es un estudiante que está enamorado de Kool-mi, sin embargo ella no siente lo mismo y constantemente lo rechaza. Es él desarrollador de la aplicación "Love Alarm". |
| Kim Si-eun             | Yook-joo       | 7                | Es la nueva novia de Sun-oh, la cual, a pesar de que sabe que él no está enamorado de ella, hace todo lo posible por retenerlo. |
| Bae Da-bin Jo Yoo-jung | Mon Soon       | 6 5              | Es la compañera de trabajo de Jo-jo. |
| Yeom Ji-young          | -              | 3                | Es la madre de Jo-jo. |

#### Segunda temporada
| Actor      | Personaje   | N.º de episodios | Notas                                                    |
| ---------- | ----------- | ---------------- | -------------------------------------------------------- |
| Ki Do-hoon | Brian Cheon | 6                | Es el genio desarrollador de la aplicación "Love Alarm". |

#### Primera temporada
| Actor         | Personaje       | N.º de episodios | Notas |
| ------------- | --------------- | ---------------- | --- |
| Park Sung-yun | -               | 14               | Es la madre de Kool-mi y la tía de Jo-jo, a quien trataba mal.                                                                               |
| Shin Seung-ho | Il-shik         | 5                | Es un vibrante estudiante de judo. Il-shik es el novio de Jo-jo, sin embargo después de que descubre que Sun-oh la beso la relación termina. |
| Z.Hera        | Kim Jang-go     | 3                | Es una estudiante y la mejor amiga de Jo-jo, quien está secretamente enamorada de Il-shik.                                                   |
| Choi Joo-won  | Choi Joo-won    | 3                | Es el alegre y enérgico compañero de escuela secundaria de Sun-oh.                                                                           |
| Jo Deok-hee   | -               | 3                | Es un compañero de clases de Sun-oh. |
| Kim Young-pil | Hwang Jae-cheol | -                | |
| Kim Ye-ji     | Sung Ji-yeon    | 3                | Es la amiga de Jo-jo y Kim Jang-go. |
| Hyun Woo-seok | Ki Sung-joon    | 2                | Es el novio de Sung Ji-yeon. |

### Otros personajes

#### Segunda temporada
| Actor       | Personaje | Episodio(s) donde apareció | Notas                                            |
| ----------- | --------- | -------------------------- | ------------------------------------------------ |
| Ryu Jae-han | -         | -                          | Es un joven estudiante que llega tarde a clases. |

#### Primera temporada
| Actor         | Personaje | Episodio(s) donde apareció | Notas                                   |
| ------------- | --------- | -------------------------- | --------------------------------------- |
| Song Geon-hee | Marx      | -                          | Es una popular estrella idol.           |
| Lee Se-jin    | -         | 2-3, 5                     | Es un compañero de clase de Jo-jo.      |
| Ham Sung-min  | -         | 3                          | Es un estudiante que sufre de bullying. |
| Soo Min       | -         | -                          | Es una compañera de clases de Gul-mi.   |
| Park Ji-hoon  | Ji-hoon   | -                          |                                         |
| Yoo In-soo    | -         | -                          | Es un estudiante.                       |
| Baek Jae-woo  | -         | -                          | Es un estudiante.                       |
| Kim Min-chul  | -         | -                          |                                         |
| Park Se-jin   | -         | -                          |                                         |

### Apariciones especiales

#### Segunda temporada
| Actor      | Personaje | Episodio donde apareció | Notas                                            |
| ---------- | --------- | ----------------------- | ------------------------------------------------ |
| Yeo Joo-ha | -         | 1, 5                    | Es una empleada del lugar de trabajo de Yook-jo. |

#### Primera temporada
| Actor        | Personaje | Episodio donde apareció | Notas                                           |
| ------------ | --------- | ----------------------- | ----------------------------------------------- |
| Kim Young-ok | -         | 4                       | Es la abuela de Jo-jo.                          |
| Im Se-mi     | -         | 5                       | Es una conductora en el puente oyendo la radio. |

## Episodios
La primera temporada de la serie estuvo conformada por ocho episodios.

### Primera temporada
| N.º | Título                                                              | Fecha de emisión     | Director    | Escritor                             |
| --- | ------------------------------------------------------------------- | -------------------- | ----------- | ------------------------------------ |
| 1   | The Flash of Lightning Before It Thunders                           | 22 de agosto de 2019 | Lee Na-jung | Lee Ah-yeon, Seo Bo-ra y Kim Sae-bom |
| 2   | There’s Nothing Anyone Can Do When You Like Someone                 | 22 de agosto de 2019 | Lee Na-jung | Lee Ah-yeon, Seo Bo-ra y Kim Sae-bom |
| 3   | The Miracle of Two People Liking Each Other                         | 22 de agosto de 2019 | Lee Na-jung | Lee Ah-yeon y Seo Bo-ra              |
| 4   | The Best Feeling in the World Is Knowing There’s Someone on My Side | 22 de agosto de 2019 | Lee Na-jung | Lee Ah-yeon y Seo Bo-ra              |
| 5   | The Gravity of Liking Someone                                       | 22 de agosto de 2019 | Lee Na-jung | Lee Ah-yeon y Seo Bo-ra              |
| 6   | Your Heart Is Safe Now                                              | 22 de agosto de 2019 | Lee Na-jung | Lee Ah-yeon y Seo Bo-ra              |
| 7   | Something I’ve Been Holding Back and Can Only Say to You            | 22 de agosto de 2019 | Lee Na-jung | Lee Ah-yeon y Seo Bo-ra              |
| 8   | One Is Bigger Than Any Other Number in the World                    | 22 de agosto de 2019 | Lee Na-jung | Lee Ah-yeon y Seo Bo-ra              |

### Segunda temporada
La segunda temporada estuvo conformada por seis episodios, los cuales fueron emitidos el 12 de marzo de 2021 en Netflix.
| N.º | Título | Fecha de emisión    | Director    | Escritor                                             |
| --- | ------ | ------------------- | ----------- | ---------------------------------------------------- |
| 1   |        | 12 de marzo de 2021 | Kim Jin-woo | Workshop R (Cha Yeon-su, Kim Seo-yi y Kwon Ji-young) |
| 2   |        | 12 de marzo de 2021 | Kim Jin-woo | Workshop R                                           |
| 3   |        | 12 de marzo de 2021 | Kim Jin-woo | Workshop R                                           |
| 4   |        | 12 de marzo de 2021 | Kim Jin-woo | Workshop R                                           |
| 5   |        | 12 de marzo de 2021 | Kim Jin-woo | Workshop R                                           |
| 6   |        | 12 de marzo de 2021 | Kim Jin-woo | Workshop R                                           |

## Música

### CD1
| No. | Intérprete (es)             | Canción                 | Letra                                    | Música              | Duración | Notas              |
| --- | --------------------------- | ----------------------- | ---------------------------------------- | ------------------- | -------- | ------------------ |
| 1   | Tearliner ft. Taru          | "Love Alarm"            | Tearliner                                | Tearliner           | 1:46     |                    |
| 2   | Tearliner ft. Love X Stereo | "In My Dreams"          | Annie Ko                                 | Tearliner           | 4:05     |                    |
| 3   | Klang                       | "Falling Again"         | Chairman, Lee Kwang-hee (이광희) y Hodge | Chairman            | 4:12     |                    |
| 4   | Tearliner ft. Zitten        | "A Man for All Seasons" | Mini y Tearliner                         | Tearliner           | 3:44     |                    |
| 5   | Hodge                       | "In My Little Mind"     | Chairman, Lee Kwang-hee y Hodge          | Chairman            | 4:26     |                    |
| 6   | Tearliner ft. Jo Hae-jin    | "Blooming Story"        | Mini y Tearliner                         | Sentimental Scenery | 2:44     |                    |
| 7   | Tearliner ft. Love X Stereo | "In My Dreams"          | Annie Ko                                 | Tearliner           | 4:07     | (versión acústica) |

### CD2
| No. | Intérprete (es)                           | Canción               | Letra                                     | Música                       | Duración | Notas |
| --- | ----------------------------------------- | --------------------- | ----------------------------------------- | ---------------------------- | -------- | ----- |
| 1   | Tearliner                                 | "Morning Alarm"       | Tearliner                                 | Jeon Hye-rim                 | 1:12     |       |
| 2   | Kim Wan-jung                              | "Raindrops"           | Kim Wan-jung                              | Kim Wan-jung                 | 2:06     |       |
| 3   | Tearliner                                 | "Bygones"             | Tearliner                                 | Kang Ji-hoon                 | 1:59     |       |
| 4   | Lee Kwang-hee, Seo Hyun-il & Min Ji-young | "I Won't Heartbroken" | Lee Kwang-hee, Seo Hyun-il y Min Ji-young | Hyun Hyun Seo y Min Ji Young | 4:11     |       |
| 5   | Tearliner                                 | "We Finally"          | Tearliner                                 | Sentimental Scenery          | 1:38     |       |
| 6   | Lee Kwang-hee, Seo Hyun-il & Min Ji-young | "Gaze"                | Lee Kwang-hee, Seo Hyun-il y Min Ji-young | Hyun Hyun Seo y Min Ji Young | 4:42     |       |
| 7   | Tearliner                                 | "Dawn Whisper"        | Tearliner                                 | Sentimental Scenery          | 1:39     |       |
| 8   | Lee Kwang-hee, Seo Hyun-il & Min Ji-young | "Two Hearts"          | Lee Kwang-hee, Seo Hyun-il y Min Ji-young | Hyun Hyun Seo y Min Ji Young | 3:43     |       |
| 9   | Tearliner                                 | "Miss September"      | Tearliner                                 | Sentimental Scenery          | 1:23     |       |
| 10  | Lee Kwang-hee, Seo Hyun-il & Min Ji-young | "At The Bus Stop"     | Lee Kwang-hee, Seo Hyun-il y Min Ji-young | Hyun Hyun Seo y Min Ji Young | 4:20     |       |
| 11  | Lee Kwang-hee, Seo Hyun-il & Min Ji-young | "Trauma"              | Lee Kwang-hee, Seo Hyun-il y Min Ji-young | Hyun Hyun Seo y Min Ji Young | 4:30     |       |
| 12  | Tearliner                                 | "Mirroring"           | Tearliner                                 | Sentimental Scenery          | 1:44     |       |
| 13  | Lee Kwang-hee & Seo Hyun-il               | "Jo-jo"               | Lee Kwang-hee y Seo Hyun-il               | Seo Hyun-il                  | 3:51     |       |
| 14  | Sentimental Scenery                       | "Voice"               | Sentimental Scenery                       | Sentimental Scenery          | 2:09     |       |

## Producción
La serie también es conocida como Rings On Love y Alarm for Your Crush. Está basada en el webtoon Love Alarm de Chon Kye-young.
La primera temporada de la serie fue dirigida por Lee Na-jung, quien contó con el apoyo de los guionistas escrita por Seo Bo-ra y Lee A-yeon, Mientras que la producción estuvo en manos de Lee Jae-moon y la cinematografía fue realizada por Spackman Entertainment Group.
Originalmente se le había ofrecido el papel principal de Sun-oh al actor Ahn Hyo-seop, sin embargo este lo rechazó y el papel se le fue ofrecido al actor Song Kang.
La dirección de la segunda temporada estuvo a cargo de Kim Jin-woo, quien contó con el apoyo de los guionistas Ryu Bo-ra, Cha Yeon-su, Kim Seo-yi y Kwon Ji-young.
La primera lectura del guion de la segunda temporada fue realizada el 21 de febrero de 2020. Las filmaciones terminaron en junio de 2020.
La serie fue distribuida por Netflix y CJ E&M, y también contó con el apoyo de las compañías productoras Netflix, Hidden Sequence y Studio Dragon.

### Recepción
Joan MacDonald de la revista Forbes comentó que la actriz Kim So-hyun encabaja bien en el papel de Jo-jo, resaltando que le parecía muy interesante que los dos personajes principales se besaran en el primer episodio, sin ser pareja o sin confesar antes su amor, algo inusual en los dramas coreanos.
Para Stephen McCarty de South China Morning Post la serie no era solo una historia de amor inocente, sino que también se centraba en la protección de los datos personales, los derechos homosexuales, las consecuencias extremas de la angustia y la invasión social de los teléfonos inteligentes.